# Michel Guérard
Michel Guérard (francês: [miʃɛl geʁaʁ]; Vétheuil, 27 de março de 1933 – Landes, 19 de agosto de 2024) foi um chef francês, autor, um dos fundadores da nouvelle cuisine e o inventor da cozinha minceur.

## Infância e educação
Michel Guérard nasceu em 1933 no subúrbio parisiense de Vétheuil. Aos seis anos, a Segunda Guerra Mundial estourou e ele foi criado nos arredores de Rouen com sua avó e depois com sua mãe. Na cidade, sua mãe administrava o açougue da família depois que seu pai foi convocado. Ele teve "o tipo de infância no campo francês que envolvia entrar em riachos descalço para pegar trutas escorregadias com as mãos, mas também interrogatórios nazistas sobre a localização das vacas de sua família". Após a libertação em 1944, ele deu um "banquete ao estilo Escoffier" na casa de um amigo da família, ajudando a inspirá-lo a parar de estudar ciências em favor de um aprendiz de cozinheiro. Ele também aprendeu a cozinhar com sua mãe e avó.

## Carreira
No final dos anos 1960, ele trabalhava em um pequeno restaurante em Asnières-sur-Seine, em Paris, onde o New York Times diz que ele "inventou quase sozinho a no[u]velle cuisine". Na década de 1960, junto com Paul Bocuse, Alain Chapel e Jean e Pierre Troisgros, "Guérard foi um pioneiro da nouvelle cuisine que... interrompeu a cultura do restaurante. . . Rompendo com as regras estabelecidas há muito tempo da alta culinária francesa, o grupo pressionou para que a comida parecesse e tivesse gosto mais parecido com o material de que é realmente feita, para ser mais magra, mais leve."

### Spa resort e cozinha minceur
Na aldeia de Eugenie-les-Bains, ele tem uma fazenda de 16 hectares junto com sua esposa Christine, localizada no balneário onde a imperatriz Eugenie passava os verões. No local, Les Pres D'Eugenie é o seu restaurante, localizado no original Hotel Les Pres D'Eugenie inaugurado em 1862.
Em 1972, Guérard conheceu Christine Barthelemy, filha do fundador da linha Biotherm e proprietária de uma rede de spas e hotéis. Eles se casaram e, em 1974, ele se mudou com ela para Eugénie-les-Bains, onde ela administrava um dos spas menores e menos bem-sucedidos de sua família. Eles restauraram os prédios e Guérard inventou um estilo de comida, a cozinha minceur, uma forma de culinária saudável, para atender aos parisienses preocupados com a saúde.
Morreu em 19 de agosto de 2024, em Eugénie-les-Bains.

## Publicações
- La Grande Cuisine minceur, éd. Robert Laffont, col. « Les recettes originales de », Paris, 1976 ISBN 978-2-221-11297-7.
- La Cuisine gourmande, éd. Robert Laffont, col. « Les recettes originales de », Paris, 1978 ISBN 2-221-00202-4.
- Mes recettes de la télévision, éd. Robert Laffont, Paris, 1982.
- Com Alain Coumont, Minceur exquise, avec la collaboration de Martine Jolly, éd. Robert Laffont, col. « Les recettes originales de », Paris, 1989 ISBN 2-221-05931-X.
- Com Jean-Paul Plantive, Petit Almanach des inventeurs improbables et méconnus, éd. Ginkgo, 2003.
- Com Jean-Paul Plantive, L'Almanach des petits mestiers improbables, éd. Ginkgo, 2004.
- Com Jean-Paul Plantive, Petit Almanach des plantes improbables et merveilleuses, éd. Ginkgo, 2005.
- La Cuisine très facile Recettes pour débutants ou maladroits, éd. Ginkgo, 2006.
- Com Julie Andrieu, Comment briller aux fourneaux sans savoir faire cuire un œuf, Agnès Viénot éditions, 2010.
- Minceur essentielle, la grande cuisine santé, éditions Albin Michel, Paris, 2012, ISBN 978-2226241528.
- Mots et mets : Abécédaire gourmand et littéraire, éd. Le Seuil, Paris 2017, prix des Écrivains gastronomes 2017.